# Ordu (district)
Ordu is een Turks district in de provincie Ordu en telt 167.829 inwoners (2007). Het district heeft een oppervlakte van 303,6 km². Hoofdplaats is Altınordu.
De bevolkingsontwikkeling van het district is weergegeven in onderstaande tabel.
| 1997    | 2000    | 2007    |
| ------- | ------- | ------- |
| 155.879 | 150.586 | 167.829 |